# Abyssorchomene scotianensis
Abyssorchomene scotianensis is een vlokreeftensoort uit de familie van de Uristidae. De wetenschappelijke naam van de soort is voor het eerst geldig gepubliceerd in 1983 door Andres.